# Consell de Forces Polítiques Juvenils de Catalunya 1976-1979
El Consell de Forces Polítiques Juvenils de Catalunya CFPJC, conegut també com a Coordinadora, Comissió o  Taula fou un òrgan de coordinació i actuació política que agrupà les organitzacions polítiques juvenils clandestines d'oposició al franquisme durant la transició democràtica. S'inspirà en els principis de l'Assemblea de Catalunya, però, sense lligam orgànic amb aquesta plataforma unitària, per a no dificultar la integració d'organitzacions polítiques juvenils d'ideologia més radical.

## Constitució
Fou constituït inicialment per nou organitzacions juvenils de partits d'esquerra, però, amb la voluntat que fos una plataforma unitària i que per tant s'integressin les altres organitzacions juvenils d'oposició al franquisme com poc després succeí. Les organitzacions fundadores foren: Joventuts Socialistes d'Alliberament Nacional (PSAN), Joventuts Revolucionaries Catalanes (PSAN-provisional), Joventuts Comunista de Catalunya (PSUC), Joves de Convergència Socialista de Catalunya, Unió de Joventuts Maoistes (ORT), Jove Guàrdia Roja (PTE}. Joventuts del PSC-R, Joventuts Socialistes de Catalunya (PSOE), i Moviment de Joventuts Comunistes de Catalunya (MCC).
El CFPJC es crea, amb el nom de Taula, el mes de juliol de 1976, després d'un procés de debat i negociació iniciat al febrer. Fou presentada als mitjans de comunicació el 25 de juliol. La nova organització des del primer moment reivindicà el dret al vot i la majoria d'edat als 18 anys, i donava suport al Congrés de Joventut Catalana. Presentà igualment un conjunt de reivindicacions: 
1. La millora de les condicions de treball de la joventut obrera i camperola, a treball igual sous iguals. Drets sindicals des del primer dia de treball, revisió del contracte dels aprenents, subsidis d'.atur per als milers de joves que deixen els estudis I no troben feina, dret a' compaginar els estudis, ajut ut econòmic de l'empresa.
2. La participació de la Jove en l'elaboració del futur sindicat:,obrer, com la seva representació en els diferents òrgans d aquest sindicat.
3. Una ensenyança obligatòria, gratuïta. laica i científica fins als 16 anys, en una branca única d'ensenyança que superi la divisió selectiva que suposa la doble titulació al final de l'EGB. Aquesta ensenyança exigeix una profunda reforma de les estructures educatives en el marc d'una nova escola pública, catalana i democràtica.
4. La millora de les condicions de vida de la joventut en les barriades i en els pobles, pel dret a la pràctica de l'esport amb instal·lacions adequades i gratuïtes. facilitats- per I activitat cultural i recreativa dels centres de jovent. ajut econòmic per part, del municipi, mitjans de comunicació i d'expressió per la joventut controlades per aquesta. Participació i representació de la joventut en tots els òrgans de gestió publica i ciutadana i en especial en els futurs Ajuntaments democràtics.
5. La igualtat de la noia, abolició de totes les lleis que la discriminen en la família, en el treball, en l'estudi, supressió del Servei Social a càrrec de la Secció Femenina, per una ensenyança mixta, nois i noies en igualtat. Igualtat entre els fills "legítims" i els “naturals" a tots els efectes.
6. La reforma del servei militar; i derogació del decret de servei militar “Fora de la regió d'origen, pel 100% del sou al llarg de la mili, per la garantia lloc de treball, per la compatibilitat amb els estudis. Reconeixement del dret d'objecció de consciència i implantació d'un servei civil per als qui s'hi acullin

## Organització
El Consell es reunia periòdicament de forma rotatòria en els locals de cada organització. Adoptà una forma de funcionar molt simple. La tasca de secretaria d'actes i moderació era efectuada per torn, i a cada reunió s'aprovava l'acta de la reunió anterior i es pactava l'ordre del dia de la pròxima.

## Composició
La integració en el Consell de les diferents organitzacions polítiques fou progressiva i ràpida. A partir d'un nucli inicial de nou organitzacions s'hi van anar integrant fins a un total de quinze (algunes forces polítiques canviaren de denominació fruit de la seva transformació, fusió o absorció amb altres organitzacions en un context social i polític molt fluid). L'any 1977 el componien les següents organitzacions: Joventut de Convergència Democràtica de Catalunya (JCDC); Moviment de Joventuts Socialistes de Catalunya (MJSCr); Moviment de Joves Socialistes de Catalunya (JSCc); Joventut Socialistes de Catalunya (JSC-PSOE); Joventut Comunista de Catalunya (JCC); Moviment de Joventuts Comunistes de Catalunya (MJCC); Jove Guàrdia Roja (JGR); Joventuts Comunistes d'Unificació (JCU); Unió de Joventuts Maoistes (UJM); Joventuts Socialistes d'Alliberament Nacional dels Països Catalans; Joventuts Comunistes Revolucionàries (JCR); Joventuts d'Esquerra Republicana de Catalunya (JERC); Joventuts del Front Nacional de Catalunya (JFNC); Joventuts d'Esquerra Lliberal (JEL), i Unió de Joves (Joves d'Unió Democràtica de Catalunya).

## Trajectòria
El Consell de Forces Polítiques Juvenils de Catalunya actuà durant el període 1976-1979. El 1979, amb la creació del CNJC, cessà les seves funcions. El CFPJC mantingué, des de la independència de cada organització, lligams i col·laboració amb la Taula Coordinadora d'Entitats i Moviments de Joves de Catalunya (Taula de Joves de Catalunya)1976-1980 en un seguit actuacions i campanyes.
El CFPJC desenvolupà una tasca de reflexió, coordinació i debat polític dels problemes que afectaven a la joventut, i portà a terme diverses campanyes, accions i mobilitzacions: "Campanya dret de vot i majoria d'edat als 18 anys", formulà la proposta, que reeixí, de creació de la Comissió de Joventut de l'Assemblea de Parlamentaris, la Carta de Drets de la Joventut, entre d'altres. Des del primer dia s'adherí, donà suport i participà activament en el Congrés de la Joventut Catalana, a la Marxa de la Llibertat… Fou promotor, juntament amb la Taula de Joves de Catalunya de la constitució del Consell Nacional de la Joventut de Catalunya (CNJC) l'any 1979. Fou especialment rellevant el procés de debat del seu avantprojecte, paral·lelament al debat que efectuava la Taula de Joves.